# Rai-Oleksandrivka, Popasna
Rai-Oleksandrivka (în ucraineană Рай-Олександрівка) este un sat în așezarea urbană Mîrna Dolîna din raionul Popasna, regiunea Luhansk, Ucraina.

## Demografie
Componența lingvistică a localității Rai-Oleksandrivka
     Ucraineană (92,11%)
     Rusă (7,89%)
Conform recensământului din 2001, majoritatea populației localității Rai-Oleksandrivka era vorbitoare de ucraineană (92,11%), existând în minoritate și vorbitori de rusă (7,89%).